# Sueños (historieta)
Sueños, conocido también como Sueños: El primer manga erótico español, es una cómic erótico español creado en 1994 por el guionista Rafael Sousa y el cómic Javier Sánchez para Glénat. 

## Trayectoria editorial
Su publicación, siempre en formato comic book de 26 páginas y un póster central con el precio de 225 pesetas, se prolongó a través de cuatro años y 32 números mensuales (a pesar de algunos retrasos puntuales). En la última etapa de la colección los guiones fueron realizados también por Jorge Riera y Yoko. M.. 
La serie también fue recopilada en formato tomo con tres historias cada uno y con el precio de 395 pesetas. Primero se editó Los primeros Sueños, cuando la serie aún no había finalizado, con los primeros números de la colección. Una vez acabada, Glénat publicó Los mejores Sueños, con un total de siete tomos que recopilaban el resto de historias.

## Argumento y personajes
Se basa en historias breves de corte humorístico y con grandes dosis de erotismo. 
Aunque la mayoría de episodios eran autoconclusivos o como mucho tenían una segunda parte, hubo un personaje que caló más hondo que el resto: Mr. Picasso. Este personaje es una especie de gigoló que se aprovecha sexualmente de todas las chicas que tiene al alcance, de las formas más inverosímiles y absurdas (la amenaza es una de sus técnicas habituales para conseguir su objetivo) y que al final consigue salir airoso de cualquier situación por peliaguda que sea. A veces incluso le saca rendimiento económico a las pobres chicas que caen en sus garras. Mr.Picasso, creación de Jorge Riera, fue el personaje que más episodios protagonizó en Sueños.

## Valoración y legado
Aunque gráficamente está inspirado claramente en el manga, sus guiones, sus referencias culturales y sus diálogos humorísticos y soeces, lo colocan más cerca del cómic erótico español convencional. Por otra parte, el veterano José Sanchis se atribuyó la condición de pionero del manga autóctono en el diario Levante/EMV del 9 de junio de 1995 con su serie Mazinger-Z, el robot de las estrellas.
Su éxito fue notable, abriendo la veda de la publicación de manga erótico nacional como Dr. Woo (del mismo dibujante que Sueños), Yoko o Chichi Squad. 